# Svetlana Karpinskaïa
Svetlana Alexeïevna Karpinskaïa (Светла́на Алексе́евна Карпи́нская) née le 16 septembre 1937 à Léningrad et morte le 18 février 2017 à Saint-Pétersbourg, est une actrice russe et soviétique de théâtre et de cinéma, distinguée comme artiste du peuple de la fédération de Russie en 2009.

## Biographie
Elle naît dans une famille d'enseignants d'histoire. Son père né Alexeï Ivanovitch Blagovechtchenski (ce qui signifie de l'Annonciation) est le fils d'un prêtre de Vetlouga et descend d'une lignée de prêtres orthodoxes. Il prend à vingt ans le nom de jeune fille de sa mère (devenant Alexeï Karpinski) pour ne pas être discriminé. Pendant la Grande Guerre patriotique, il combat et il est blessé sur le front de Léningrad et son épouse avec leur fille sont évacuées à l'arrière ou la mère travaille en tant que directrice d'école. Après la guerre, la famille habite dans un appartement communautaire de l'île Vassilievski.
Svetlana Karpinskaïa étudie à la faculté de philologie de l'université de Léningrad à la chaire de lettres russes.
En 1957, elle est choisie alors qu'elle n'a aucune formation d'actrice pour prendre le premier rôle du film d'Eldar Riazanov, Jeune Fille sans adresse. Ensuite elle est immédiatement admise en 2e année de l'Institut de théâtre de Léningrad dans la classe de Boris Sohn.
En 1963, elle est intégrée à la troupe du théâtre de la Comédie de Léningrad (aujourd'hui théâtre Akimov de Saint-Pétersbourg).
Elle meurt le 18 février 2017 après une dure maladie. Elle est enterrée le 22 février suivant au cimetière de Smolensk de Saint-Pétersbourg.

### Vie privée
Elle épouse en premières noces l'acteur Dmitri Ivanovitch Zintchenko, mais comme il s'oppose à ce qu'elle poursuive sa carrière d'actrice, le couple se sépare au bout de quelques années. Elle se remarie avec l'acteur de théâtre Guennadi Ivanovitch Vorolaïev (1931-2001) dont elle a une fille, Ekaterina,.

## Quelques rôles de théâtre
- Irene Molloy  — La Marieuse de Thornton Wilder
- Krouglova — Ce n'est pas tous les jours dimanche («Не всё коту масленица»[6]) d'Alexandre Ostrovski
- Lady Bracknell — L'Importance d'être constant d'Oscar Wilde
- Mary — Le Songe d'une nuit d'été de Shakespeare
- la princesse  — L'Ombre («Тень») d'Evgueni Schwartz
- Rita — Le Cylindre d'Eduardo de Filippo
- Rosa Alexandrovna — Rétro («Ретро») d'А. Galine
- Sonetchka — Le Ciel bleu avec des nuages dedans de V. Arro
- Ioulia — Ma Chère et vieille maison («Мой милый, старый дом»)

## Filmographie
- 1957: Jeune Fille sans adresse Девушка без адреса : Katia
- 1957: Les Chansonnettes de Poddoubka Поддубенские частушки : Natacha
- 1961: Mission Командировка : Klava
- 1962: Quand les ponts sont levés Когда разводят мосты : une passante cherchant le musée d'artillerie
- 1965: La Vie de Galilée Жизнь Галилея : Madame Sarti
- 1967: Les Originaux Чудаки : Zina
- 1969: Les Âmes mortes Мёртвые души : la dame bien sous tout rapport
- 1970: La Demoiselle paysanne Барышня-крестьянка : Nastia
- 1970:  Poste restante востребования : Varvara Fiodorovna Motorina, dame de la poste
- 1971: Le Mois d'août Месяц август
- 1972: La Tempête de neige Метель : la femme de Schmidt
- 1973: Notre maison est ici Здесь наш дом : l'invitée du jubilé
- 1973: Le Jeu Игра : la mère de Vova
- 1974: Le Tzarévitch Procha Царевич Проша : marchande du bazar
- 1975: Pour le reste de ma vie На всю оставшуюся жизнь : l'infirmière Faïna
- 1975: Un pas en avant Шаг навстречу : l'infirmière
- 1976: Une longue, longue affaire Длинное, длинное дело : Margarita Karlovna Orlova, professeur de français
- 1976: Une femme douce Сладкая женщина : Lidia
- 1978: Royaume miteux Захудалое королевство : la veuve Bartatchkova, mère de Gonza
- 1978: Tout va bien pour moi У меня всё нормально : Galia, l'épouse du major Fedotov
- 1980: Le Vieillard mystérieux Таинственный старик : la cliente
- 1981: Perdus parmi les vivants Пропавшие среди живых : Véra Petrovna, l'épouse de Sourotkine
- 1982: Peau d'Âne Ослиная шкура : l'amie de la femme de l'ataman
- 1983: Cette chère vieille maison Этот милый старый дом : Ioulia
- 1984: Voici que Boumbo est arrivé  И вот пришел Бумбо… : la gouvernante de Sachenka
- 1985: Pour le siècle à venir Грядущему веку : Elizaveta, la vendeuse de spiritueux (3e série)
- 1985: La Brigade de Bytchkov enquête Расследует бригада Бычкова : Filimonova
- 1987: L'Habitat Среда обитания : la collègue de Rojkine
- 1992: Troisième double Третий дубль : Véra Stepanovna Khomiakova, la voisine de Voblikov

## Distinctions
- Artiste émérite de la RSFSR (14 avril 1986);
- Artiste du peuple de la fédération de Russie (6 février 2009)[1];
- Médaille de l'ordre du Mérite pour la Patrie de IIe classe (29 octobre 2004)[7].